# Équipe de Trinité-et-Tobago de hockey sur gazon
Maillots
L'Équipe de Trinité-et-Tobago de hockey sur gazon représente Trinité-et-Tobago dans les compétitions internationales masculines de hockey sur gazon.

## Histoire dans les tournois

### Jeux panaméricains
- 1967 -
- 1971 - 7e place
- 1979 - 9e place
- 1983 - 7e place
- 1987 - 5e place
- 1991 - 7e place
- 1995 - 5e place
- 1999 - 6e place
- 2003 - 6e place
- 2007 - 4e place
- 2011 - 7e place
- 2015 - 7e place
- 2019 - 5e place

### Coupe d'Amérique
- 2004 - 4e place
- 2009 - 5e place
- 2013 -
- 2017 - 4e place
- 2022 - Qualifié

### Jeux du Commonwealth
- 1998 - 8e place
- 2006 - 10e place
- 2010 - 10e place
- 2014 - 10e place

### Jeux d'Amérique centrale et des Caraïbes
- 1982 - 4e place
- 1986 -
- 1990 - 4e place
- 1993 -
- 1998 -
- 2002 -
- 2006 -
- 2010 -
- 2014 -
- 2018 -
- 2022 - Qualifié

### Ligue mondiale
- 2012-2013 - 26e place
- 2014-2015 - 34e place
- 2016-2017 - 26e place

## Composition actuelle
La composition suivante pour les Jeux panaméricains de 2019.
Sélections mises à jour au 10 août 2019 après le tournoi
Entraîneur :  Glen Francis
| Numéro | Joueur                | Date de naissance | Âge | Sélections |
| ------ | --------------------- | ----------------- | --- | ---------- |
| 1      | Karlos Stephen (GB)   | 8 mars 1988       | 33  | 14         |
| 2      | Malcolm Baptiste (GB) | 11 juin 2000      | 21  | 0          |
| 3      | Joel Daniel           | 11 novembre 2000  | 18  | 5          |
| 5      | Dylan Francis         | 8 novembre 1997   | 24  | 21         |
| 7      | Kwan Browne           | 11 décembre 1977  | 44  | 324        |
| 9      | Akim Toussaint        | 8 octobre 1988    | 33  | 141        |
| 10     | Kristien Emmanuel     | 29 mars 1998      | 23  | 48         |
| 11     | Tariq Marcano         | 17 juillet 1996   | 25  | 55         |
| 12     | Daniel Byer           | 6 octobre 1997    | 24  | 22         |
| 16     | Michael O'Connor (C)  | 2 décembre 1994   | 27  | 51         |
| 17     | Marcus James (C)      | 12 février 1988   | 33  | 96         |
| 18     | Mickell Pierre        | 13 mars 1988      | 33  | 150        |
| 19     | Shaquille Daniel      | 5 mai 1994        | 27  | 73         |
| 20     | Jordan Reynos (C)     | 18 mars 1995      | 26  | 46         |
| 21     | Caleb Guiseppi        | 12 juillet 2000   | 21  | 6          |
| 22     | Sheldon de Lisle      | 12 mai 2001       | 20  | 0          |
| 30     | Lyndell Byer          | 9 mai 1995        | 26  | 30         |
| 31     | Teague Marcano        | 18 juin 2000      | 21  | 29         |